# Пинчо (блюдо)

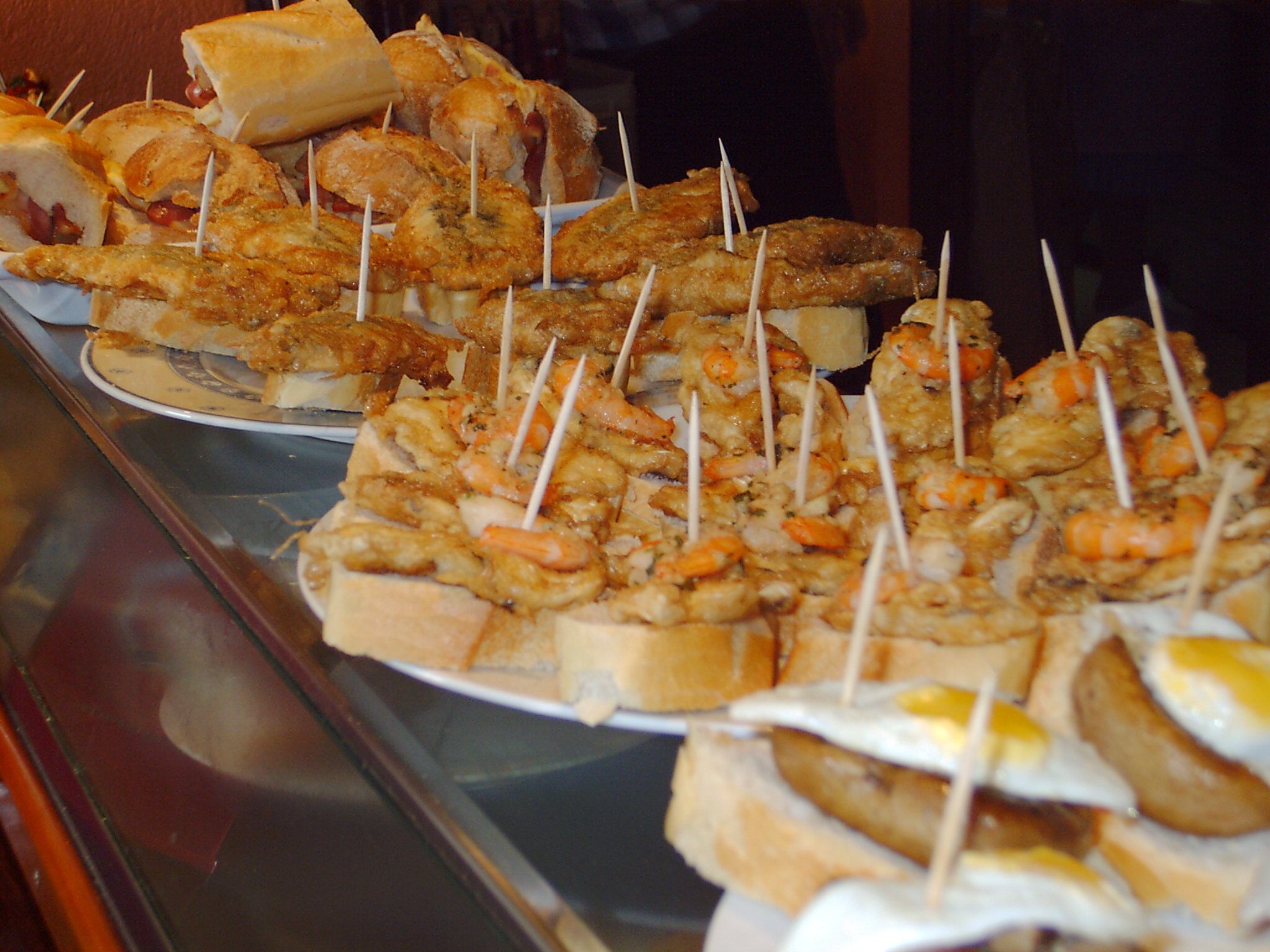
Пинчос на барной стойке

Пи́нчо (исп. pincho — «остриё, спица, палочка», баск. pintxo, мн. ч. пи́нчос) — небольшая закуска на севере Испании (в Стране Басков, Наварре, Риохе и некоторых частях провинции Бургос), подаваемая к аперитиву (пиву или красному вину) в ожидании традиционно позднего в Испании ужина.
Пинчос традиционно готовят из рыбы (мерлуза, треска и анчоусы) и морепродуктов, с тортильей и крокетами. Они считаются миниатюрными версиями блюд именитой баскской кухни, по традиции их сервируют на ломтике белого хлеба, часто скрепляя шпажкой или зубочисткой. Холодные пинчос едят руками, к горячим подают приборы. Кулинарная достопримечательность Сан-Себастьяна, в ресторанах, тавернах и гастробарах исторического центра города блюда с сотнями готовых пинчос принято выставлять на обозрение клиентов на видном месте. Самый известный пинчо из оливки, анчоуса и маринованного острого перца на шпажке в Сан-Себастьяне называется «гильда». Во многих городах на севере страны проводятся конкурсы и фестивали пинчос.
В отличие от общеизвестной испанской закуски тапас, приготовление пинчо занимает больше времени, кроме того пинчос не являются бесплатной закуской к напитку, а должны быть заказаны как самостоятельное блюдо. В некоторых регионах принято самостоятельно брать пинчос с барной стойки, сообщив при оплате еды количество съеденных пинчос и выпитых напитков официанту.